# 다다노촌
다다노촌(多田野村)은 후쿠시마현 아사카군에 일찍이 존재했던 촌이다.

## 지리
- 현재의 고리야마시의 서부에 위치한다.

## 역사
- 1889년 4월 1일 - 정촌제 시행에 의해 다다노촌이 단독으로 촌제를 시행해 아사카군 다다노촌이 성립하였다.
- 1955년 4월 23일 - 고즈촌과 합병해 오세촌이 성립하여, 다다노촌은 소멸하였다.

## 인구
- 1889년 1,580
- 1920년 2,379
- 1947년 4,913

## 참고문헌
- 角川日本地名大辞典編纂委員会『角川日本地名大辞典 7 福島県』、角川書店、1981年 ISBN 4040010701
- 日本加除出版株式会社編集部『全国市町村名変遷総覧』、日本加除出版、2006年、ISBN 4817813180